# Druso el Mayor
Nerón Claudio Druso Germánico o Druso el Mayor (Roma, 14 de enero de 38 a. C. - Germania Magna, 14 de septiembre de 9 a. C.), hijo de Livia Drusila y de su primer esposo, Tiberio Claudio Nerón.

## Familia
Druso nació en la misma casa en la que se crio el emperador Augusto, en la cima de la colina Palatina y, solo tres días después del parto, el 17 de enero, su madre se casó con el triunviro.
Después de las celebraciones nupciales, el niño fue enviado a la casa de su padre, donde fue criado hasta el 33 a. C. cuando Livia pudo recuperar a sus dos retoños tras la inesperada muerte de su exmarido Tiberio.
Hermano del que sería el emperador Tiberio, se casó con Antonia la Menor, hija menor de Marco Antonio y de la hermana de Augusto, Octavia, y fue padre de Germánico, del emperador Claudio y de Livila la Joven. Cuando murió, su esposa Antonia se negó a casarse otra vez y, según dicen, las últimas palabras de Antonia al suicidarse fueron «lo siento, Druso» por haberle hecho esperar tanto.
Druso fue ancestro directo de tres emperadores: Claudio, su hijo menor, Calígula, su nieto, hijo de su hijo Germánico, y Nerón, su bisnieto, hijo de su nieta Agripina, a su vez, hija de Germánico y hermana de Calígula.

## Carrera pública y militar

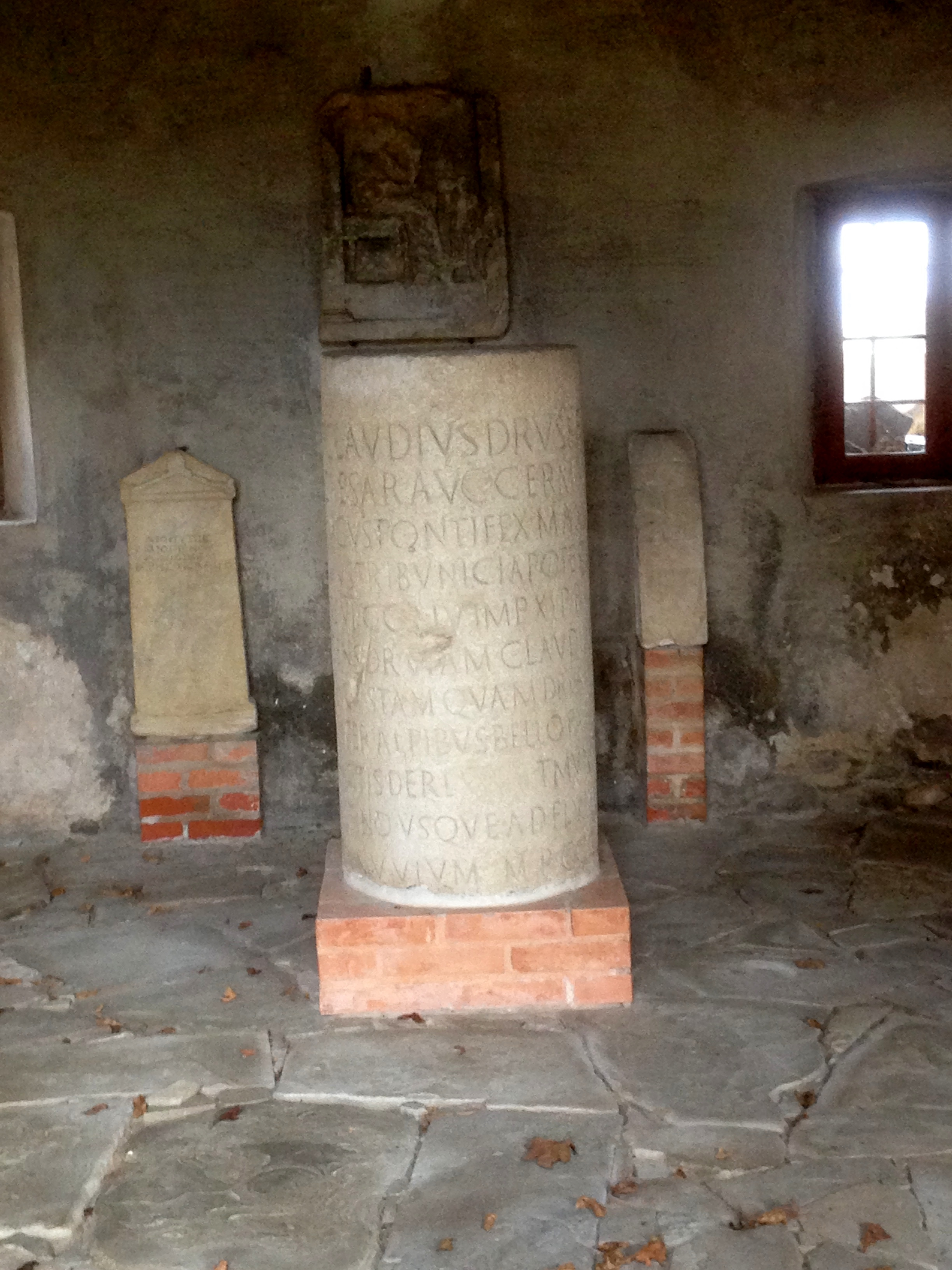
Miliario procedente de Cesio (Italia), levantado por el emperador Claudio recordando la construcción de la vía por su padre Druso el Mayor para poder conquistar Recia, indicando que hasta el Danubio había trescientas cincuenta millas romanas.

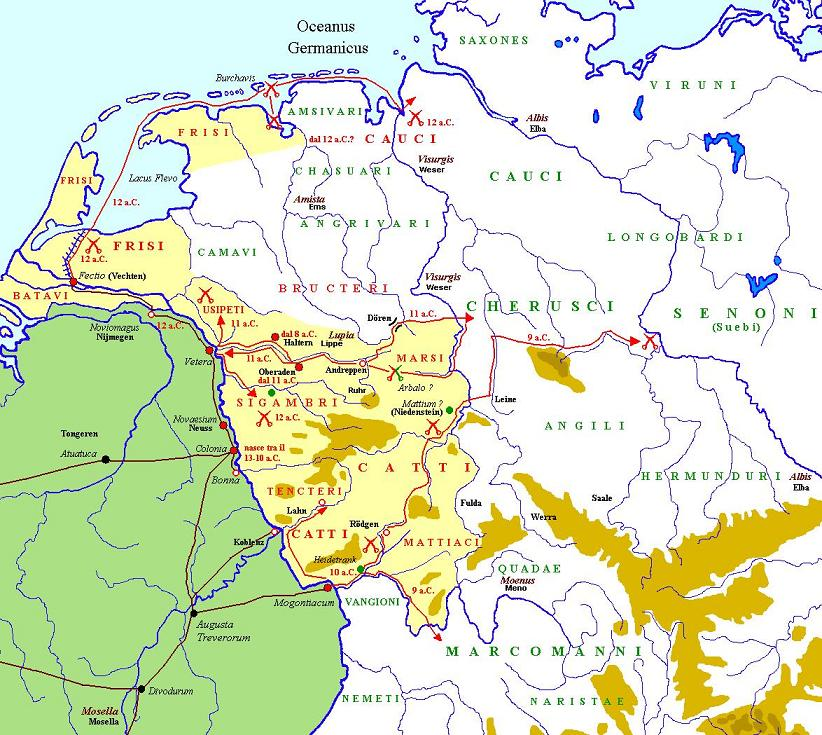
Las campañas de Druso en Germania Magna entre 12 a. C. y 9 a. C.

Augusto prefería abiertamente a Druso sobre Tiberio y presionó al Senado romano para que permitiera que Druso aspirara a cargos públicos cinco años antes de la edad permitida. De esta manera, Druso fue cuestor en 18 a. C. y pretor en 11 a. C., año en el que el emperador Augusto le permitió pronunciar un segundo elogio fúnebre en honor de su hermana Octavia la menor desde la tribuna del foro romano. Alcanzó el consulado en 9 a. C. Todo esto fue un gran golpe de suerte para Druso, ya que pudo florecer política y militarmente a una edad muy prematura.
Soldado de gran prestigio y popularidad, luchó en los Alpes y Germania. Encargado de ejecutar el plan de Augusto para la consolidación de la frontera renana de la Galia que permitiría las incursiones posteriores en territorio de Germania entre 12 y 9 a. C. Druso ordenó en 12 a. C. la construcción en los actuales Países Bajos de un canal llamado fossa Drusiana, para eludir la siempre peligrosa navegación por el mar del Norte; también ordenó la instalación de un castella o fortín de vigilancia sobre el asentamiento celta de nombre Argentorate, acción que fue oficialmente fechada en el año 12 a. C. por la ciudad de Estrasburgo para la celebración del bimilenario de su fundación en 1988.
Durante sus campañas en la Galia romana, cayó de su caballo estrepitosamente, fracturándose todos los huesos de la pierna. Fue llevado rápidamente al hospital del campamento, pero los cirujanos, que no tenían la experiencia suficiente, no pudieron hacer mucho para salvarlo. La herida se le infectó, causándole gangrena, para morir finalmente el 9 de septiembre del 9 a. C. de una forma desgarradora a la edad de veintinueve años.

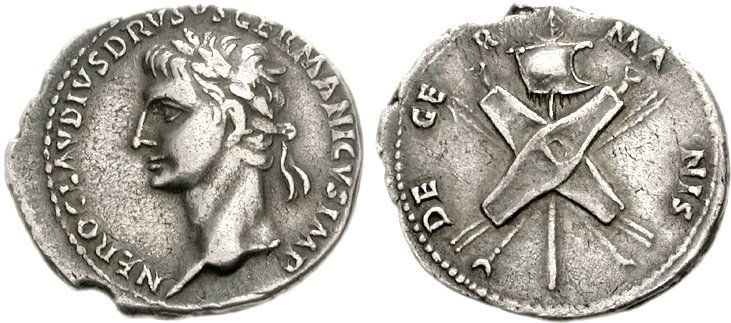
Denario romano acuñado en la ceca de Lugdunum (Lyon, Francia) en 41-42 por orden del emperador Claudio I en honor de su padre Druso y de sus victorias germánicas.

Su hermano Tiberio, al enterarse de la noticia, se montó en su caballo y cabalgó hasta el campamento militar donde se encontraba su hermano, se dice que usó decenas de caballos para recorrer lo más rápido posible los 320 kilómetros que los separaban mutuamente. Por suerte llegó a tiempo, despidiéndose brevemente de su querido hermano.
Fue trasladado a Roma y, después de un suntuoso funeral público, fue enterrado en el Mausoleo de Augusto. En Mogontiacum sus soldados y Augusto erigieron en su honor el llamado Cenotafio de Druso.
El Senado romano lo elogió públicamente construyendo un arco conmemorativo en la Vía Apia con la inscripción de "Germánico", un título que pudieron ostentar sus descendientes. Mientras, Livia Drusila colgó retratos de su hijo por toda Roma, aparte también de acoger a su nuera viuda y a sus tres nietos.
A pesar de todo su potencial en el campo de batalla, su gran influencia en el Senado y sus incalculables estrategias políticas. Augusto siguió perdiendo a potenciales herederos, hasta que al final solo quedara una única alternativa: Tiberio.

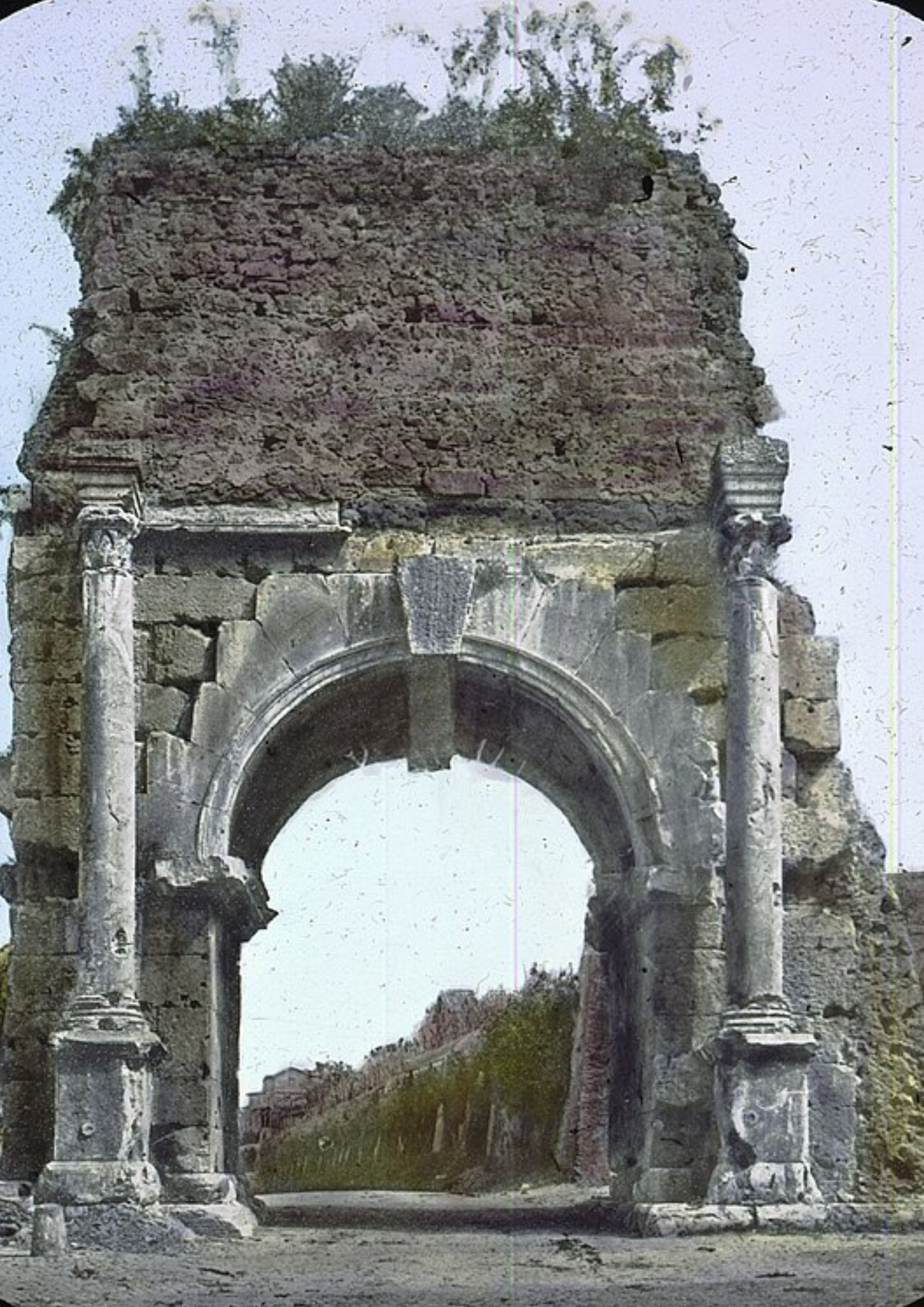
Fotografía antigua del Arco de Druso, en la Vía Apia.

## Psicología
Según algunas crónicas, se decía que Druso era un hombre de confianza, era amable y honesto, siempre tuvo buenas relaciones con su padrastro y su hermano. Aunque hay estudios que afirman que Druso predicaba por restaurar el sistema republicano, pero esto es tan solo un rumor, ya que siempre fue una persona muy importante para Augusto.
Esto se debe a que Druso era muy experimentado y valiente en las campañas militares, según algunos de sus soldados, era muy temerario y ambicioso durante cualquier batalla, arriesgando su vida varias veces con tal de seguir siendo uno de los preferidos del emperador.

## En la cultura popular
Druso es uno de los personajes de la novela de Robert Graves Yo, Claudio. En la adaptación televisiva de dicha novela, es interpretado por Ian Ogilvy.
Druso aparece también como personaje secundario en la novela de Valerio Massimo Manfredi titulada Teutoburgo, publicada en 2016.